# Baharestan (Verwaltungsbezirk)
Baharestan (persisch شهرستان بهارستان) ist ein Schahrestan in der Provinz Teheran im Iran. Er enthält die Stadt Golestan, welche die Hauptstadt des Kreises ist.

## Demografie
Bei der Volkszählung 2016 betrug die Einwohnerzahl des Kreises 536.329. Die Alphabetisierung lag bei 87,3 Prozent der Bevölkerung. Knapp 93 Prozent der Bevölkerung lebten in urbanen Regionen.
| Zensusjahr | Einwohnerzahl |
| ---------- | ------------- |
| 2011       | 523.636       |
| 2016       | 536.329       |